# Godofredo García Díaz
Godofredo García Díaz (Lima, Perú, 8 de novembro de 1888 – Lima, 16 de julho de 1970) foi um matemático e engenheiro peruano. É considerado, junto com Federico Villarreal, um dos maiores matemáticos peruanos. É autor de mais de 80 trabalhos em matemática, física, astronomia, astrofísica e engenharia.

## Biografia
Em 1906 ingressou na Faculdade de Ciências da Universidade Nacional Maior de São Marcos, onde obteve um bacharelado em 1909 e um doutorado em ciências matemáticas em 1912, com o trabalho Puntos singulares de las curvas planas e a tese Resistencia de las columnas de concreto armado, respectivamente. Simultaneamente estudou na Escuela de Ingenieros del Perú, atual Universidad Nacional de Ingeniería (1908-1910), graduando-se em engenharia civil em 1911.
Desde 1913 exerceu a docência na Escuela Militar de Chorrillos, onde teve a seu cargo os cursos de geometria plana, descritiva e analítica, cálculo infinitesimal, mecânica racional e balística exterior. Foi também, desde 1919, catedrático de mecânica racional na Facultad de Ciencias da Universidade Nacional Maior de São Marcos, assim como decano (1928-1940), sendo reitor em 1941-1943. Foi também professor na Escuela de Ingenieros. Manteve correspondência com Albert Einstein.
Na década de 1930 recebeu em Lima Alfred Rosenblatt, com quem trabalhou em São Marcos. Em 1938, junto com Rosenblatt e outros matemáticos de São Marcos, fundou a Academia Nacional de Ciencias Exactas, Físicas y Naturales del Perú, instituição que presidiu desde 1960 até sua morte em 1970. Também dirigiu a publicação "Actas de la Academia".
Preparou conferências em Lima com a participação de Tullio Levi-Civita, Arthur Holly Compton e Garrett Birkhoff, entre outros; em cada conferência, Godofredo García apresentou uma resenha da obra destes destacados cientistas.
Foi palestrante convidado do Congresso Internacional de Matemáticos em Zurique (1932).

## Livros
- Lecciones de mecánica racional, UNMSM, 1937.
- Sobre una nueva teoría cosmogónica, 1940.
- Análisis Algebraico , Ed. Sanmarti, 1955.

## Artigos em revistas científicas
- En la Revista de Ciencias  (publicação da Faculdade de Ciências da Universidade de São Marcos):
  - La reforma de la mecánica de Wronski.
  - Contribución al estudio de la mecánica celeste.
  - Ecuaciones cardinales y ecuaciones universales de la dinámica, 1931.
  - Generalización de la teoría del virial, 1944.
- En Actas de la Academia (publicação da Academia Nacional de Ciencias Exactas, Físicas y Naturales):
  - Sobre el estado actual del sistema solar.
  - Sobre el campo único, 1960.
  - Sobre una nueva forma de las desigualdades de K. Sundman en el problema de los tres cuerpos.
  - Sobre la igualdad de Lagrange en el movimiento de las nebulosas espirales.
  - Las ecuaciones completas en el campo cosmológico sin recurrir a la teoría de la relatividad.
  - Las leyes y las ecuaciones de Kepler en las órbitas con corrimiento del perihelio sin recurrir a la teoría de la relatividad.